# Moussey (Mosel·la)
Moussey és un municipi francès, situat al departament del Mosel·la i a la regió del Gran Est. L'any 2007 tenia 620 habitants.

## Demografia

### Població
El 2007 la població de fet de Moussey era de 620 persones. Hi havia 278 famílies, de les quals 84 eren unipersonals (52 homes vivint sols i 32 dones vivint soles), 107 parelles sense fills, 67 parelles amb fills i 20 famílies monoparentals amb fills.
La població ha evolucionat segons el següent gràfic:
Habitants censats

### Habitatges
El 2007 hi havia 324 habitatges, 273 eren l'habitatge principal de la família, 11 eren segones residències i 40 estaven desocupats. 221 eren cases i 102 eren apartaments. Dels 273 habitatges principals, 175 estaven ocupats pels seus propietaris, 93 estaven llogats i ocupats pels llogaters i 5 estaven cedits a títol gratuït; 3 tenien una cambra, 26 en tenien dues, 37 en tenien tres, 56 en tenien quatre i 152 en tenien cinc o més. 213 habitatges disposaven pel capbaix d'una plaça de pàrquing. A 135 habitatges hi havia un automòbil i a 97 n'hi havia dos o més.

### Piràmide de població
La piràmide de població per edats i sexe el 2009 era:
| Homes | Edats   | Dones |
| ----- | ------- | ----- |
| 0     | 95 o +  | 0     |
| 0     | 90 a 94 | 0     |
| 4     | 85 a 89 | 6     |
| 1     | 80 a 84 | 6     |
| 16    | 75 a 79 | 14    |
| 15    | 70 a 74 | 23    |
| 18    | 65 a 69 | 19    |
| 20    | 60 a 64 | 36    |
| 17    | 55 a 59 | 16    |
| 14    | 50 a 54 | 16    |
| 34    | 45 a 49 | 21    |
| 20    | 40 a 44 | 34    |
| 11    | 35 a 39 | 19    |
| 25    | 30 a 34 | 24    |
| 29    | 25 a 29 | 16    |
| 24    | 20 a 24 | 10    |
| 23    | 15 a 19 | 14    |
| 16    | 10 a 14 | 13    |
| 15    | 5 a 9   | 23    |
| 12    | 0 a 4   | 21    |

## Economia
El 2007 la població en edat de treballar era de 368 persones, 268 eren actives i 100 eren inactives. De les 268 persones actives 226 estaven ocupades (118 homes i 108 dones) i 42 estaven aturades (19 homes i 23 dones). De les 100 persones inactives 43 estaven jubilades, 20 estaven estudiant i 37 estaven classificades com a «altres inactius».

### Ingressos
El 2009 a Moussey hi havia 265 unitats fiscals que integraven 643 persones, la mediana anual d'ingressos fiscals per persona era de 15.761 €.

### Activitats econòmiques
Dels 25 establiments que hi havia el 2007, 1 era d'una empresa extractiva, 3 d'empreses de fabricació d'altres productes industrials, 2 d'empreses de construcció, 8 d'empreses de comerç i reparació d'automòbils, 3 d'empreses de transport, 1 d'una empresa d'hostatgeria i restauració, 1 d'una empresa financera, 1 d'una empresa de serveis, 3 d'entitats de l'administració pública i 2 d'empreses classificades com a «altres activitats de serveis».
Dels 6 establiments de servei als particulars que hi havia el 2009, 1 era una gendarmeria, 1 oficina de correu, 2 tallers de reparació d'automòbils i de material agrícola, 1 fusteria i 1 perruqueria.
L'únic establiment comercial que hi havia el 2009 era una botiga de menys de 120 m².
L'any 2000 a Moussey hi havia 8 explotacions agrícoles que ocupaven un total de 750 hectàrees.

## Equipaments sanitaris i escolars
El 2009 hi havia 1 escola maternal i 1 escola elemental. Moussey disposava d'un col·legi d'educació secundària amb 234 alumnes.

## Poblacions més properes
El següent diagrama mostra les poblacions més properes.